# Bemarivo
Pour les articles homonymes, voir Bemarivo (rivière) et Réserve spéciale de Bemarivo.
Bemarivo est une ville et une commune urbaine de l'Ouest de Madagascar, appartenant au district d'Antsalova, appartenant à la région de Melaky, dans la province de Majunga.

## Économie
Les principales cultures sont principalement le riz, le maïs et le manioc.